# Ferenc Alabán
Ferenc Alabán (n. 25 februarie 1951, Guszona-) este un scriitor și critic literar maghiar din Slovacia, profesor universitar la Universitatea din Nyitra.